# ブキト・サワト郡
ブキト・サワト（Bukit Sawat）はブルネイ・ダルサラーム国ブライト地区にある郡。ブライト地区の東部にあり、北はツトン地区のテリサイ郡、北東はツトン地区ウコン郡 、東はランバイ郡、 南はスカン郡、 西はラビ郡、北西はリアン郡と接する。
ブキト（Bukit）はマレー語で「丘」を意味し、サワト（Sawat）は果物の名前であると考えられている。

## 町村
ブキト・サワト郡は以下の地域から構成されている。
- スンガイ・マウ村（Kampong Sungai Mau）
- ビスト村（Kampong Bisut）
- スンガイ・ウバール村（Kampong Sungai Ubar）
- ブキト・サワト村（Kampong Bukit Sawat）
- ブキト・カンドル村（Kampong Bukit Kandol）
- ブキト・スラウォン村（Kampong Bukit Serawong）
- ウボク・ウボク村（Kampong Ubok-Ubok）
- ラビ・ラカン村（Kampong Labi Lakang）
- カグ村（Kampong Kagu）
- スィンガップ村（Kampong Singap）
- ムランキン・ウル村（Kampong Merangking Ulu）
- ムランキン・ヒリル村（Kampong Merangking Hilir）
- ラオン・アルト村（Kampong Laong Arut）
- タラップ村（Kampong Tarap）
- バン・プクル村（Kampong Bang Pukul）
- バン・タジュク村（Kampong Bang Tajuk）
- プル・アピル村（Kampong Pulu Apil）
- プンカラン・スィオン村（Kampong Pengkalan Siong）
- プンカラン・スンガイ・マウ村（Kampong Pengkalan Sungai Mau）